# Gabriel Lobo Lasso de la Vega

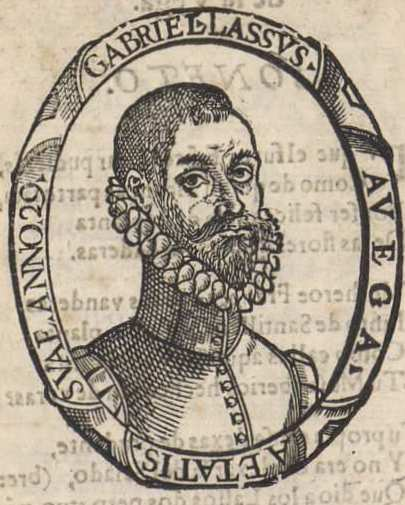
Retrato de Gabriel Lasso de la Vega a los 29 años, xilografía anónima publicada como ilustración de su Mexicana, con un soneto del capitán Francisco de Aldana al retrato del autor, en Madrid, por Luis Sánchez, 1594.

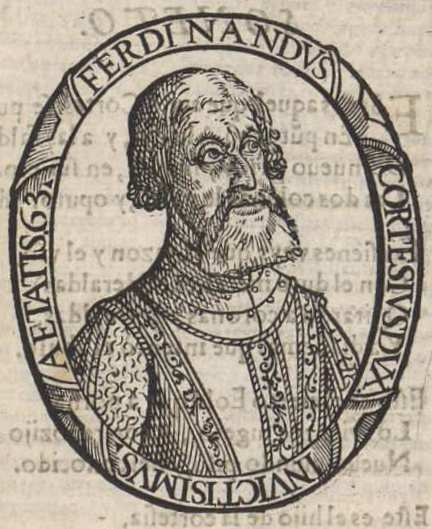
Retrato de Hernán Cortés a los 63 años, xilografía anónima. Ilustración de Mexicana de Gabriel Lasso de la Vega, en Madrid, por Luis Sánchez, 1594.

Gabriel Lobo Lasso de la Vega (Madrid, 1555-ibídem, 1615) fue un poeta, dramaturgo e historiador español del Siglo de Oro.

## Biografía
Del noble linaje de los condes de Puertollano, tuvo tres hermanos, el doctor Jerónimo, cura; Alonso, de la Santa Hermandad de hijosdalgo y regidor de Madrid; Antonio, capitán en Italia y que marchó a México y Perú, y tres hermanas de las que se sabe menos. El gran poeta épico Alonso de Ercilla fue profesor suyo entre 1571 y 1572, y Lobo llegó incluso a albergarse en su casa. Fue guardia armado de los llamados continos o "continuos", una especie de guardia pretoriana del rey que fundó en el siglo XV el famoso condestable don Álvaro de Luna; en esta guardia, formada entonces por entre cien y trescientas personas, estuvo al servicio de Felipe II y Felipe III. Se dedicó con éxito a la literatura, la elocuencia y la poesía lírica, destacando especialmente como autor de romances. Compuso en particular uno sobre el sitio e incendio de Numancia que pudo inspirar a Cervantes. Su valor como dramaturgo tiene que ver con el trato más novelesco que empezó a dar a los temas clásicos predilectos en su época para la tragedia. Apuntó un teatro nuevo que poco tenía que ver con el de Pedro Manuel Jiménez de Urrea, Cristóbal de Virués y otros dramaturgos prelopistas. Su tragedia principal, La honra de Dido restaurada, hace pensar en un drama de transición entre la tragedia neolatina del XVI y el teatro nuevo de Lope de Vega. Es sin duda el autor dramático que se encuentra más próximo al teatro del Miguel de Cervantes de la primera época, representado por La Numancia y Los tratos de Argel. Lope de Vega le olvidó en el Laurel de Apolo y La Filomena, quizá por vincularlo al famoso alcalaíno.
Como historiador se le deben unos Elogios en loor de los tres famosos varones, don Jaime, rey de Aragón; don Fernando Cortés, marqués del Valle, y don Álvaro de Bazán, marqués de Santa Cruz (Zaragoza, 1601), escritos en prosa. Compuso además el poema de épica culta sobre Hernán Cortés en doce cantos Cortés valeroso, o La Mexicana (Madrid, Pedro Madrigal, 1588), que corrigió y amplió con trece cantos más en 1594 dedicándolo a uno de los sucesores de Hernán Cortés, por entonces en disputas con la corona y casi con toda seguridad su mecenas, el tercer Marqués del Valle. En su Primera parte del Romancero y Tragedias de Gabriel Lobo Lasso de la Vega, Alcalá de Henares, 1587, incluyó setenta y seis romances, sesenta históricos y dieciséis pastoriles, de los cuales algunos se reimprimieron anónimos en las partes doce y trece del Romancero general de 1604 y 1614. Agustín Durán reprodujo cincuenta en la Biblioteca de Autores españoles de Manuel Rivadeneyra. En el Manojuelo de romances nuevos y otras obras (Barcelona, 1601) recogió ciento treinta y seis romances, parte históricos, parte amatorios, aunque el género que más predomina en esta obra es el burlesco; algunos de ellos no son suyos, lo que tiene la precaución de advertir cuando es el caso. Contiene también un gracioso cuento intitulado Novela y una canción a don Álvaro de Bazán. Dejó muchas obras inéditas, cuyos títulos son los siguientes: Curia española, primera y segunda parte. Jornada de los Duques de Pastrana y Humena. Compendio de España. Condes de Flandes y Reyes de España. Varones insignes en letras de España. Compendio de las cosas notables de España. Plumaje de diamantes de diversas sentencias. Origen do los Reyes de Portugal y Jerusalén. Tratado de todos los Señores de Castilla. Sitio y presa de Ostende, y plazas de Frisia. Advertencias del Emperador don Carlos a su hijo. Relación puntual de las rentas del Rey de España. Discursos de las órdenes militares de España. Iglesias de España.

## Obras
- Primera parte del Romancero y Tragedias de Gabriel Lobo Lasso de la Vega, Alcalá de Henares, 1587.
- Primera parte de Cortés valeroso o La Mexicana, Madrid, Pedro Madrigal, 1588, poema épico en doce cantos, que corrigió y prolongó con trece más en 1594, con título de Mexicana y dedicó a don Fernando Cortés, tercero marqués del Valle. Madrid, Luis Sánchez, 1594; fue reeditado modernamente en Madrid, Atlas, 1970.
- Elogios en loor de los tres famosos varones, don Jaime, rey de Aragón; don Fernando Cortés, marqués del Valle, y don Álvaro de Bazán, marqués de Santa Cruz Zaragoza, Alonso Rodríguez, 1601.
- Manojuelo de romances nuevos y otras obras, Barcelona, 1601.
- Segunda parte del manojuelo, Zaragoza, 1603.
- Tragedia de la honra de Dido restaurada. Introd., ed. y notas de Alfredo Hermenegildo. Kassel: Edition Reichenberger, 1986.
- Tragedia de la destruyción de Constantinopla, Introd., ed. y notas de Alfredo Hermenegildo. Kassel: Edition Reichenberger, 1983.
- Recopilación de las grandezas de Madrid, manuscrito.
- Relación puntual de todos los Consejos y Tribunales de la corte y Chancillerías de España e Indias, y plazas que tiene cada uno, manuscrito.